# Stadion OSiR-u w Raciborzu
Stadion OSiR-u – wielofunkcyjny stadion sportowy położony w Raciborzu w dzielnicy Ostróg, na terenie miejskiego Ośrodka Sportu i Rekreacji. Zbudowany został w latach 1964–1971 w czynie społecznym przez mieszkańców Raciborza. Po wybudowaniu jego pojemność wynosiła 30 000 widzów. Po powodzi w 1997 obiekt został wyremontowany, drewniane ławki zastąpiono plastikowymi siedzeniami (bez oparć), miejsca na łukach natomiast zlikwidowano (pozostawione wały ziemne porasta obecnie trawa). Zmniejszyło to pojemność do około 10 000 (z czego 6000 to miejsca siedzące). Na stadionie swoje spotkania rozgrywają piłkarze klubu Unia Racibórz.

## Historia
Na stadionie jedno spotkanie w ramach Pucharu Intertoto 26 czerwca 1985 roku rozegrał Górnik Zabrze, wygrywając z drużyną BSC Young Boys 3:0 (0:0).
Trzykrotnie zagościła na nim również kobieca reprezentacja Polski, która w towarzyskim pojedynku 31 maja 2009 roku przy publiczności około 2500 widzów pokonała reprezentację Czech 2:0 (0:0), 24 czerwca 2010 roku odniosła zwycięstwo 1:0 (0:0) nad reprezentacją Bośni i Hercegowiny w meczu eliminacji do Mistrzostw Świata 2011 (widzów około 2000), a 21 września 2011 roku przegrała 0:2 z kadrą Rosji w eliminacjach do Euro 2013 (widzów 2500) – mecz ten ostatecznie zweryfikowano jednak na walkower 3:0 dla Rosjanek ze względu na występ w reprezentacji Polski nieuprawnionej zawodniczki.
30 września 2009 swój mecz w ramach kobiecej Ligi Mistrzów rozegrała drużyna Unii Racibórz, przegrywając z zespołem SV Neulengbach 1:3 (0:2). Z tego powodu obiekt przeszedł skromną modernizację, odremontowane zostały m.in. szatnie i gabinety odnowy biologicznej. Rok później, 22 września 2010 roku Unitki ponownie zagrały w Lidze Mistrzów, tym razem z duńskim Brøndby IF. Mecz zakończył się porażką 1:2, a na stadion przyszło około 3000 widzów. Dwa lata później, 27 września 2012 roku po raz trzeci rozegrano tu mecz 1/16 finału kobiecej Ligi Mistrzów, tym razem z niemieckim VfL Wolfsburg (wynik: 1:5, widzów: 5125). Stadion od sezonu 2009/2010 do czasu likwidacji klubu na przełomie lat 2013 i 2014 był również areną zmagań Unitek w Ekstralidze.
Poza rozgrywkami sportowymi na stadionie odbywa się także wiele imprez kulturalnych organizowanych przez miasto.
Na meczu Ligi Mistrzów z zespołem SV Neulengbach 30 września 2009 roku padł rekord Polski we frekwencji na meczu piłki nożnej kobiet (około 4200 widzów). Rekord ten został jeszcze poprawiony na meczu Ligi Mistrzów z VfL Wolfsburg 27 września 2012 roku, kiedy to na mecz przyszło 5125 widzów. Wyniki te zostały pobite 22 października 2015 roku podczas spotkania kobiecych reprezentacji Polski i Słowacji na Stadionie Miejskim w Tychach, które obejrzało z trybun 6041 widzów.
W latach 2016–2018 kosztem 11 mln zł stadion został zmodernizowany, m.in. położono ośmiotorową, tartanową bieżnię lekkoatletyczną i wymieniono murawę. Po modernizacji na stadion powrócili piłkarze Unii Racibórz, którzy przedtem przez dłuższy czas grali na stadionie przy ul. Srebrnej.
W dniach 3–5 lipca 2019 roku na obiekcie odbyły się 73. Mistrzostwa Polski Juniorów w lekkiej atletyce.